# جوني شتاينبرغ
جوني شتاينبرغ (بالإنجليزية: Jonny Steinberg)‏ هو مؤلف وكاتب وصحفي جنوب أفريقي، ولد في 22 مارس 1970 في جوهانسبرغ في جنوب أفريقيا.